# Forst Schmalwasser-Nord
Forst Schmalwasser-Nord – obszar wolny administracyjnie (gemeindefreies Gebiet) w Niemczech w kraju związkowym Bawaria, w rejencji Dolna Frankonia, w regionie Main-Rhön, w powiecie Rhön-Grabfeld. Teren jest niezamieszkany.